# Parrish, Alabama
Parrish là một thị trấn thuộc quận Walker, tiểu bang Alabama, Hoa Kỳ. Dân số năm 2009 là 1243 người, mật độ đạt 229 người/km².